# Robert Picard
Robert Picard (ur. 28 stycznia 1929) – francuski judoka.
Brązowy medalista mistrzostw Europy w 1957 i 1958 roku.